# روبیا لامورت
روبیا لامورت (انگلیسی: Robia LaMorte؛ زادهٔ ۷ ژوئیهٔ ۱۹۷۰) یک هنرپیشه و هنرمند رقص اهل ایالات متحده آمریکا است. وی بین سال‌های ۱۹۸۸ تا ۲۰۰۵ میلادی فعالیت می‌کرد.
از فیلم‌ها یا مجموعه‌های تلویزیونی که وی در آن‌ها نقش داشته است می‌توان به بافی قاتل خون‌آشام‌ها و سی‌اس‌آی اشاره نمود.